# Ladinokomunita
Ladinokomunita es una comunidad cibernética de hablantes de ladino (también conocido como djudio, djudezmo, sefardí o judeoespañol), en la que se comunica la comunidad a través de mensajes en lista de correo electrónico con distribución mundial.

## Objetivos
Los motivos o asuntos, fundamentalmente, versan sobre historia y cultura sefardi, la lingüística judeoespañola, y la cultura judía en general. Así mismo, los mensajes de la lista permiten, entre otras funciones, el estudio de los orígenes y significados de verbos judeoespañoles,  publicando en su sitio Web Ladinokomunita un diccionario.
Por otro lado, y según los intereses de la comunidad, se tratan reminiscencias de la vida sefardí en Turquía, en los Estados Unidos, en Rodas, en Salónica o en cualquier otro lugar del mundo; vacaciones y fiestas judías, costumbres, supersticiones, comidas, refranes y proverbios pintorescos, diferencias de vocabulario y pronunciación, origen de ciertas palabras, etcétera.
La divulgación de informes sobre aspectos de la historia y la literatura ladina por parte de investigadores y miembros conocedores es otra de las actividades de este canal de comunicación, contribuyendo al anuncio de programas y conferencias relacionadas con el ladino (u otros aspectos de la cultura sefardí), así como a la promoción y divulgación de libros, diccionarios, cursos de lengua ladina, junto a todas las actividades que interesen a la comunidad y sus miembros.

## Fundación
La señora Rachel Amado Bortnick, nacida en Esmirna (Turquía), donde realiza sus primeros estudios en la escuela primaria judía —Bene Berit (B'nai B'rith)—, en la escuela pública turca y en el colegio Americano, se trasladada el año 1958 a los Estados Unidos donde, entre otras actividades que realiza en su nuevo país, funda en el 1999 Ladinokomunita, una actividad que se enmarca en las que lleva a cabo para dar a conocer su herencia Sefaradí.

## Difusión
La comunidad tiene más de 1400 miembros de cerca de 40 países.